# 強風域
強風域（きょうふういき）とは、強い風が吹く領域のこと。気象用語としては、台風または発達した低気圧の周囲において、15m/s（毎秒15m）以上の平均風速を有する領域。実際の平均風速が15m/sに及ばなくても、地形などの影響がないとすれば、平均風速が15m/s以上に達する可能性のある場合も、強風域に該当する。平均風速が25m/s以上の領域については、暴風域と呼ばれ、強風域とは区別される。
台風の強風域以外についても、「弱風域」の対義語などとして用いられる。

## 台風の強風域

### 強風域の呼称
かつては「強風圏」と呼ばれていたが、1975年、気象庁が呼称を「強風域」へと改めた。そのため、現在は放送でも「強風圏」の語は用いられず、「強風域」が使用されている。
なお、気象庁が強風域を発表する場合には、「風速15メートル以上の強風域に入ったと見られる」「風速15メートル以上の強風域に入る見込み」のように、風速と併せて示される。

### 強風域の表現
強風域の範囲は、一般に円をもって表される。
自然現象であるから、実際の強風域は正円を描くわけではなく、いびつな非対称の形状をなすこともある。そのような場合は、平均半径に基づき、強風域の範囲の表現を決定することとされている。
また、天気予報などの際、強風域は黄色の円で表現されることが多いとされている。

### 台風の大きさの区分
台風の大きさについては「大型」「超大型」等の類型があるが、これらは平均風速が15m/s以上の領域、すなわち強風域の広さを基準として区分される。
強風域が半径500km以上800km未満の広さをもつ場合、「大型の台風」または「大きい台風」と呼ばれ、800km以上の広さをもつに至ると「超大型の台風」または「非常に大きい台風」と呼ばれる。
なお、かつては強風域の半径が500kmに満たない場合にも、その広さに応じて「小型」「並」という類型があったが、現在、このような表現は用いられていない。台風への警戒心を薄れさせる弊害があることから使用をやめたものだとされる。(2000年6/1より)

### 強風域の測定
海洋においては、時化であっても波の高さが5メートルに達しない程度ならば、大型船の航行も可能とされ、台風周縁部の船舶からの観測データが得られることも多い。そのため、推定ではない実測データを基にした強風域の範囲の解析が可能である。